# 瓦莫什·伊什特万
瓦莫什·伊什特万（匈牙利語：Vámos István，1958年7月18日—），匈牙利男子竞技体操运动员。他曾获得1980年夏季奥运会体操比赛男子团体全能铜牌。他在该届比赛也参加了数个个人小项，最好名次是男子跳马的第12名。